# Luchaire Model 1953
Luchaire Model 1953 – francuska przeciwdenna mina przeciwpancerna. Mina składa się z dwóch ładunków kumulacyjnych połączonych z dowolnego typu miną z zapalnikiem naciskowym. Ładunki umieszczone są w trójkąt. W 0,5 s po wybuchu miny z zapalnikiem naciskowym następuje wybuch obu ładunków miny Model 1953.